# Aponogeton distachyos
Aponogeton distachyos är en enhjärtbladig växtart som beskrevs av Carl von Linné d.y.. Aponogeton distachyos ingår i släktet Aponogeton och familjen Aponogetonaceae. IUCN kategoriserar arten globalt som livskraftig. Inga underarter finns listade.

## Bildgalleri

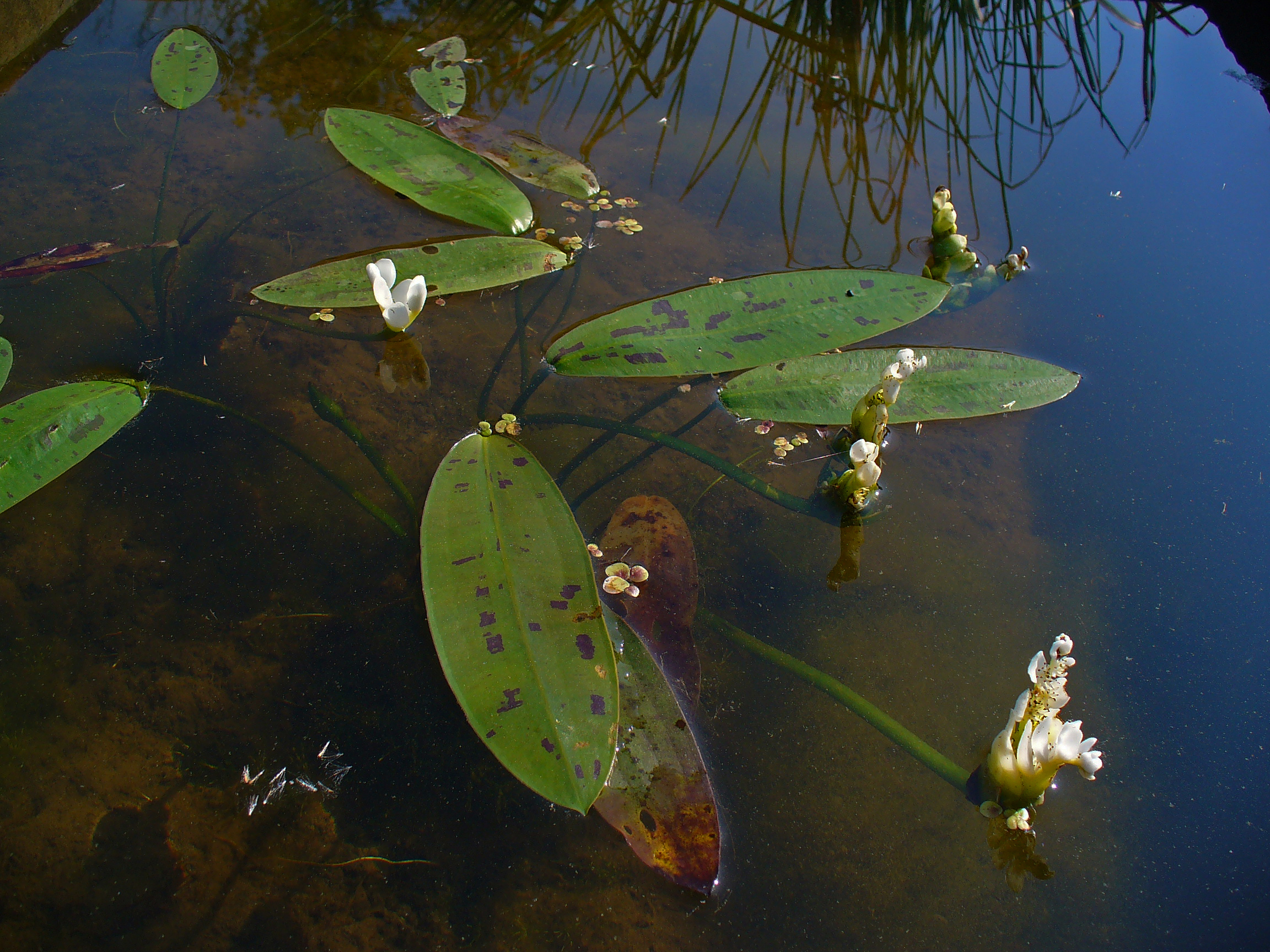
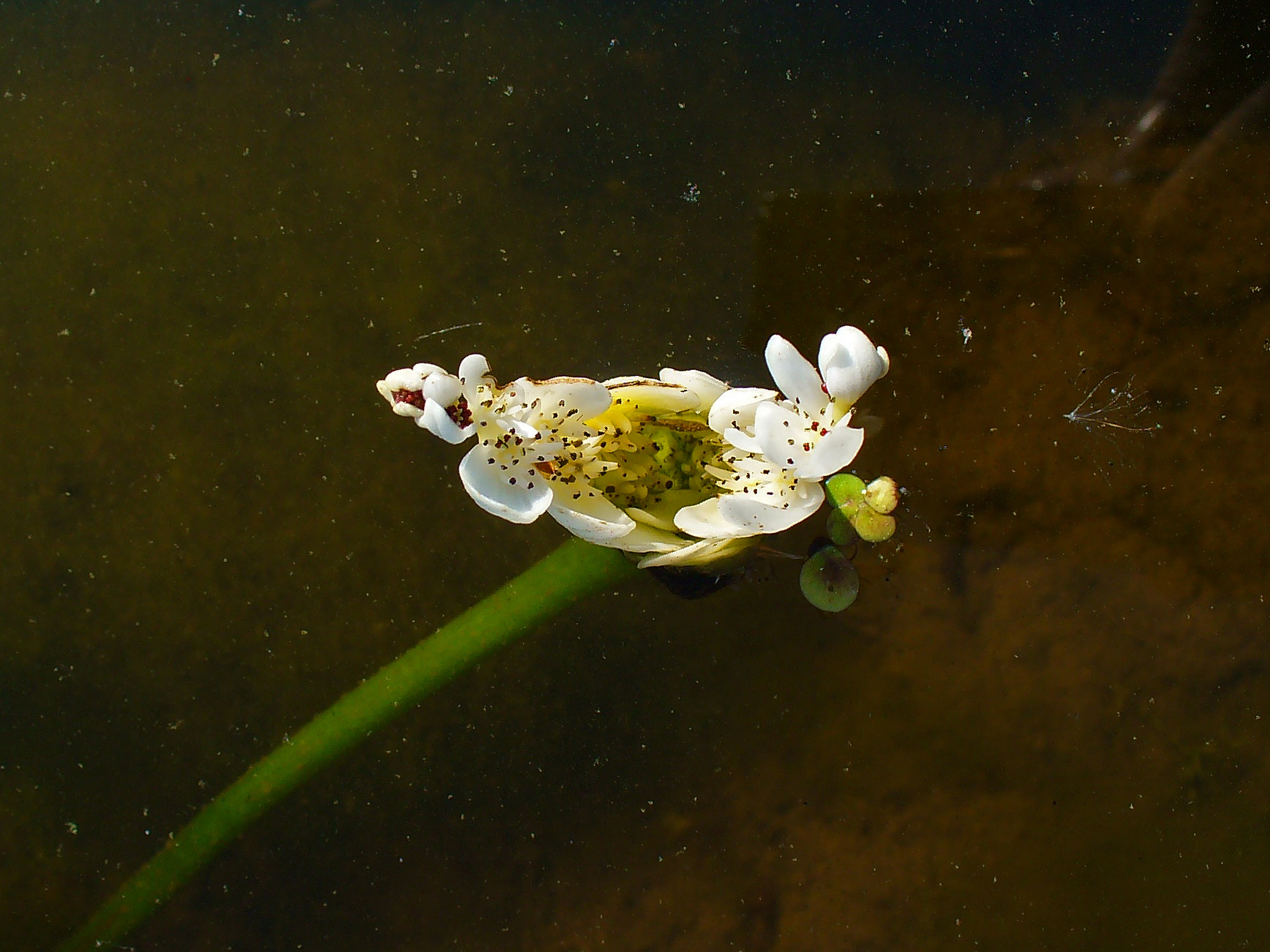
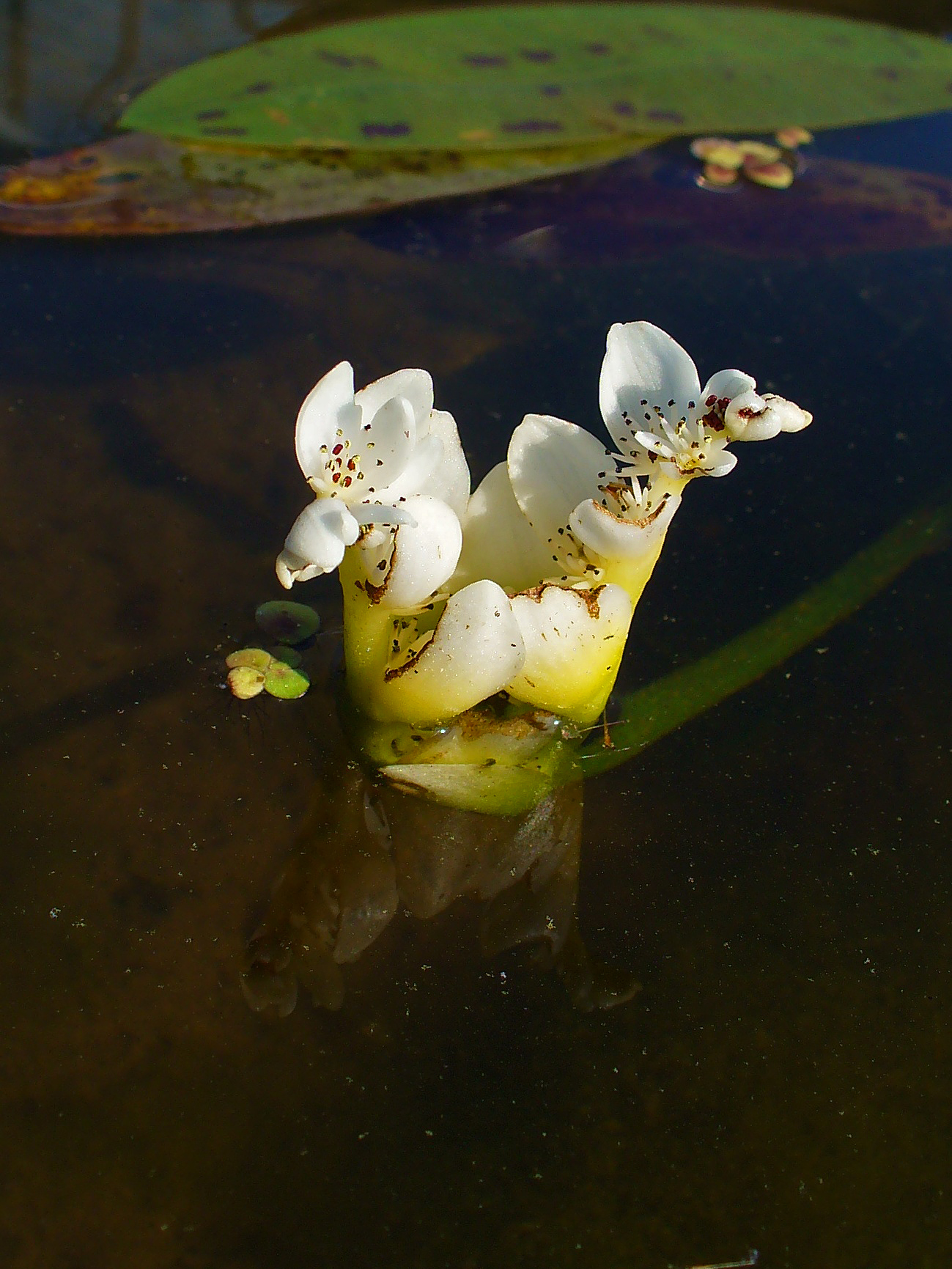
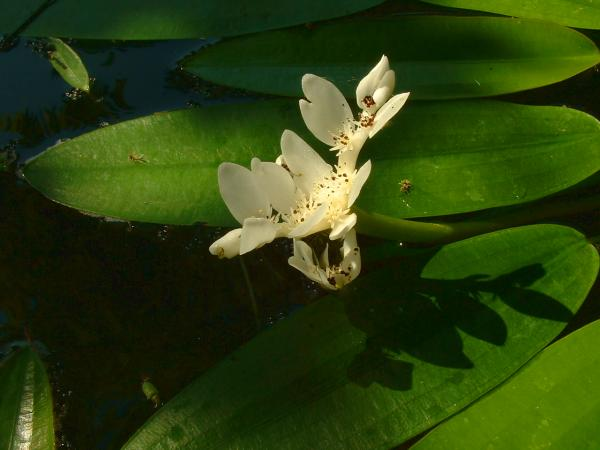
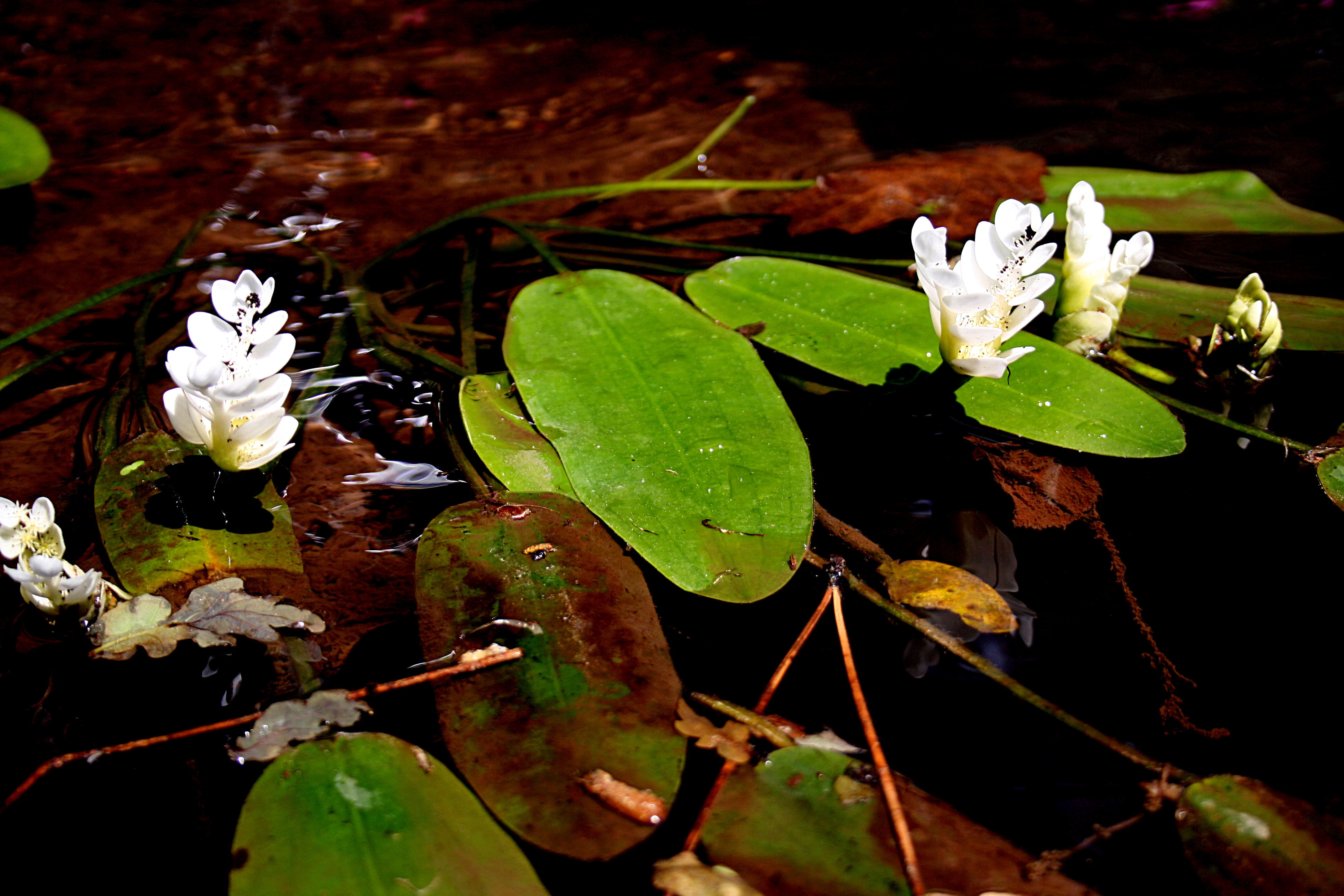
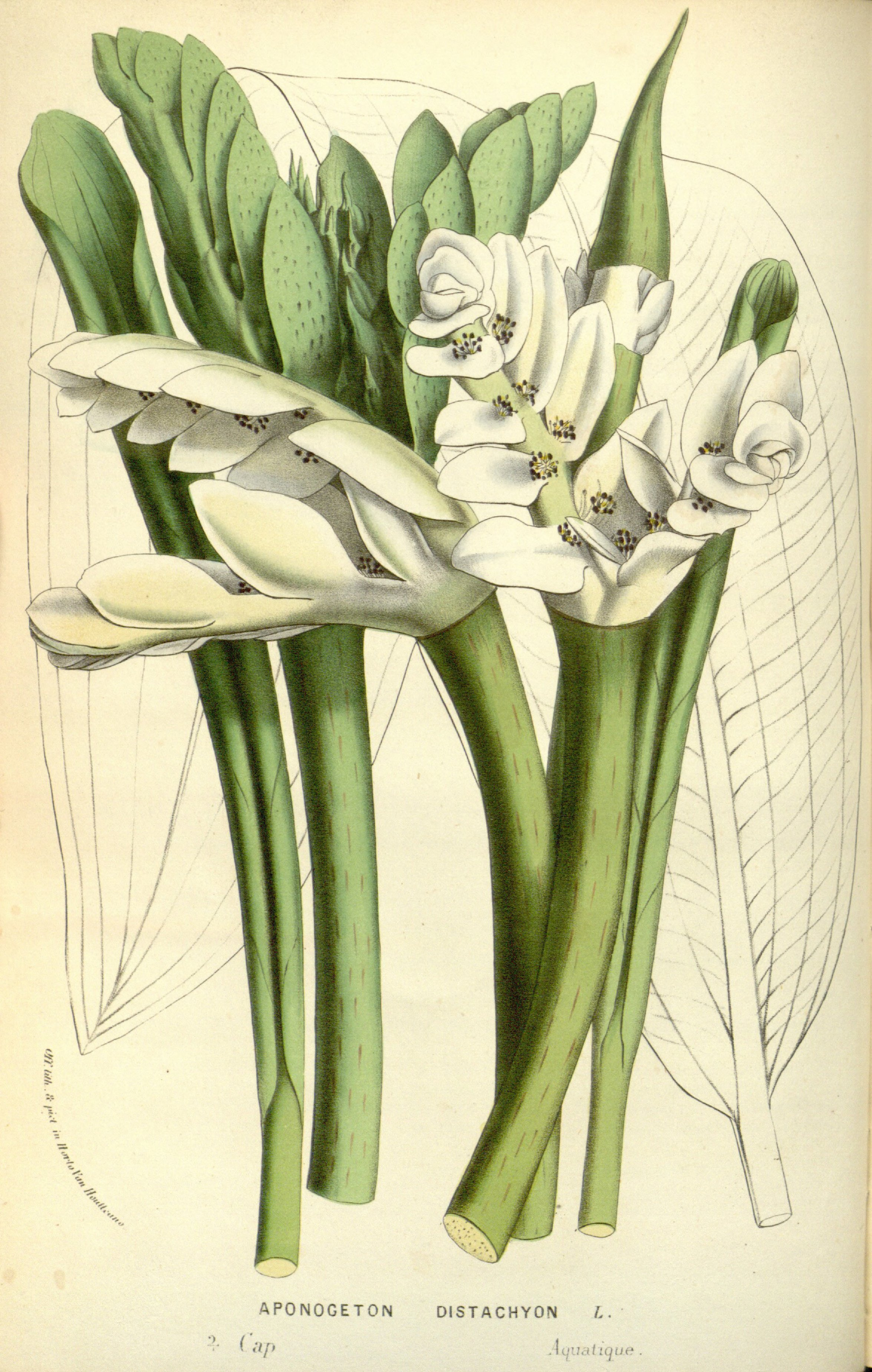